# Xiprana
Chiprana (castellà) o Xiprana (català) és un municipi de l'Aragó, a la comarca del Baix Aragó-Casp.

## Administració local

### Batlles
| Període   | Batlle de Xiprana                      | Partit |
| --------- | -------------------------------------- | ------ |
| 1979-1983 | Manuel Berges Barriendos               | PSOE   |
| 1983-1987 | Manuel Berges Barriendos               | PSOE   |
| 1987-1991 | Manuel Berges Barriendos               | PSOE   |
| 1991-1995 | Manuel Berges Barriendos               | PSOE   |
| 1995-1999 | Manuel Berges Barriendos               | PSOE   |
| 1999-2003 | Manuel Berges Barriendos               | PSOE   |
| 2003-2007 | Manuel Berges Barriendos               | PSOE   |
| 2007-2011 | Francisco Javier Sergio Nicolás García | PAR    |
| 2011-2015 | Francisco Javier Sergio Nicolás García | PAR    |
| 2015-2019 | Francisco Javier Sergio Nicolás García | PP     |

### Resultats electorals
| Eleccions municipals de Xiprana |      |      |      |      |
| Partit                          | 2003 | 2007 | 2011 | 2015 |
| PP                              | -    | -    | -    | 5    |
| PSOE                            | 3    | 2    | 2    | 2    |
| PAR                             | 4    | 5    | 5    |      |
| Total                           | 7    | 7    | 7    | 7    |